# آسیه‌آباد
آسیه‌آباد (با تلفظ آسیاباد) محله‌ای در قسمت شرقی شهر اهواز است. علت نامگذاری آسیه‌آباد به این نام، وجود بانویی به نام شیخه آسیه نبهانی می‌باشد، که صاحب رسمی قطعه زمین‌های این منطقه بود و آنها را به صورت خیرخواهانه در اختیار مردم قرار داد.
محله‌ی آسیه آباد، دارای ۱۲ خیابان می‌باشد.
حلیم پزی مشاک با قدمتی دیرینه بین خیابان ۹ و ۱۰ آسیه آباد پلاک ۲۴۱ قرار دارد.